# 格洛里亚-杜戈伊塔
格洛里亚-杜戈伊塔是巴西伯南布哥州的一个市镇。总面积231平方公里，总人口28667人，人口密度124.1人/平方公里。